# Mandelberg (Elsass)
Der Mandelberg ist eine Weinlage im Elsass. Seit dem 17. Dezember 1992 ist die Lage Mandelberg Teil der Appellation Alsace Grand Cru und gehört damit zu den 51 potentiell besten Lagen des Elsass. Insgesamt wurden 22 Hektar Rebfläche in den Gemeinden Mittelwihr und Beblenheim zugelassen. Die Elsässer Weinstraße führt von Riquewihr kommend rechts am Mandelberg entlang. Kurz vorher berührt die Route die Lagen Froehn, Sporen und Sonnenglanz. In Richtung Kaysersberg liegen die Weinlagen Marckrain, Mambourg und Furstentum. Die Lage bezieht ihren Namen von den dort wachsenden Mandelbäumen.

## Lage
Die Lage befindet sich auf dem Gebiet der Gemeinden Mittelwihr und Beblenheim, nur ca. 8 km nordwestlich von Colmar entfernt. Das Gebiet befindet sich in einer Vorbergzone (Oberrheingraben), die den Vogesen vorgelagert ist. Der Mandelberg liegt in östlicher Exposition auf einer Höhe von 205 bis 256 m ü. NN. Durch die Hanglage wird die Gefahr von Frostschäden nach dem Austrieb der Reben im Frühjahr minimiert, weil in den Nächten entstehende Kaltluft nicht über den Weinbergen liegen bleibt, sondern zur Ebene hin abgleiten kann. Die Vogesen im Westen bewahren das in seinem Lee gelegene Weinbaugebiet bei Südwest- oder Westwetterlagen vor zu viel Niederschlag. Daraus resultiert eine für die nördliche Lage überdurchschnittlich lange Sonnenscheindauer.
Die Lage befindet sich in der direkten Übergangszone zur Oberrheinischen Tiefebene. Der Boden besteht aus Kalk und Mergel aus dem Oligozän.

## Rebsorten
Die Lage und die Bodenqualität begünstigen den Anbau von Gewürztraminer und Riesling. Prinzipiell dürfen auch die Rebsorten Pinot Gris und Muscat d’Alsace (also Muskat Ottonel und Muscat blanc à petits grains) angepflanzt werden. 

## Geschichte
Der Weinbau im Mandelberg ist schon im 8. Jahrhundert belegt. Aufgrund des günstigen Klimas hatten sich diverse Klöster und Grafschaften Anteile am Weinberg gesichert: Grafschaft Horburg, Grafen von Württemberg, Kloster Ebersmünster, Kloster Murbach, Kloster Pairis.